# Il·lariónov
Il·lariónov (en rus: Илларионов) és un poble (un khútor) de l'óblast de Rostov, a Rússia, que en el cens del 2010 tenia 269 habitants, pertany al municipi de Krasnokútskaia.